# 野村拓也
野村 拓也（のむら たくや、1976年 - ）は日本の美術家。静岡県出身。

## 経歴
甲南大学文学部人間科学科心理臨床領域卒業。広島市立大学芸術学部美術学部油画専攻卒。
2003年より横川へ移り住む。
2010年、旧日本銀行広島支店で「ヒロシマ・オー 〜広島の育むアート〜」と題した個展を開催。その他多くの個展を開く。
2019年にアートギャラリーミヤウチにて、手嶋勇気、米倉大五郎らと複製不可能な奇跡の産物を題材に展示を行った。
2022年には、自身が聞き手を務め、原仲裕三ら複数人の美術家との対談イベントに出演。同年、作品展「牡蠣コレクション」に参加。

## 人物
テーマを見ることの意味として作品づくりをしている。汚れたウエスを用いて制作する作家である。